# Фотохостинг
Фотохо́стинг (англ. photo hosting) — веб-сайт, позволяющий публиковать изображения в Интернете
Иногда такой сервис требует регистрации пользователя, предлагая взамен увеличение максимального размера загружаемого файла, а также предоставляя различные услуги (печать фотографий и пр).
Одним из первых видеохостингов в США был Flickr (одним из первых сайтов внедрил понятие тегов). 
В Facebook количество фотографий в 2013 г. превысило 250 миллиардов. Ещё одна популярная платформа для обмена фотографиями — Instagram: число его пользователей всего за два года — с конца 2010 до 2012 — выросло с 1 миллиона до 30 миллионов.
Геотегинг — это добавление к фотографиям информации о местонахождении объекта.
При длительном использовании файлов в интернете они могут подвергаться различным искажениям (кадрирование, уменьшение размера, наложение логотипов, переконвертация в другой формат, удаление метаданных), из-за чего возникает «цифровой износ». Одним из примеров этого процесса является использование фотохостингов. Часто пользователи используют фотохостинги как место хранения фотографий и удаляют оригиналы со своих устройств, из-за чего у них остаются фотографии с ухудшившимися свойствами.